# Kantabrijske vojne
Kantabrijske vojne ali tudi Kantabrijske in asturijske vojne (29–19 pr. n. št.) so se bojevale med Rimljani in Galečani, Kantabrijci ter Asturci severne Hispanije. To je bila dolga in krvava vojna, ker se je bojevala v gorah Kantabrije, Galaecije in Asturije — gore je težko osvojiti — in ker so uporniki učinkovito uporabljali gverilsko taktiko. Vojna se je vlekla deset let in se končala s podjarmljenjem teh plemen. Ko so se te vojne končale, je Avgust Oktavijan priključil celotno Hispanijo Rimskemu cesarstvu in reorganiziral njene province. Te vojne so bile tudi konec odpora proti Rimljanom v Hispaniji.
Vzroki te vojne so nejasni. O njenih prvih letih, pred vpletenostjo Avgusta Oktavijana, prvega rimskega cesarja, nimamo skoraj nobenih informacij. Edini ohranjeni zapisi o tej vojni, razen nekaterih mimogrednih omemb drugih avtorjev, so kratek opis Florusa in še en prav tako kratek opis Orozija. Oba avtorja sta se osredotočila na čas, ko je bil Avgust vpleten v vojno. Florus je zapisal, da so Kantabri poskušali dominirati nad svojimi sosedi in jih nadlegovali, izvajali pogoste napade na Autrigone (ki so živeli med Atlantikom in izvirom reke Ebro) na vzhodu, Curgoni (ali Turmodigi, na območju znotraj dolin rek Arlanzón in reke|Arlanza] v sodobni provinci Burgos) na jugovzhodu in Vaccaei (na severozahodu osrednje Hispanije) na jugu. Orozij je napisal skoraj enako. Ne vemo ali je to igralo vlogo pri izbruhu vojne in če je, koliko.
Avgust je prevzel poveljstvo leta 26 pr. n. št., v četrtem letu vojne. Rim je zapustil leta 27 pr. n. št. Krožile so govorice, da bo osvojil Britanijo, da bi dosegel velik vojaški podvig. Namesto tega se je lotil reorganizacije galskih provinc, ki so bile po osvojitvi s strani Julija Cezarja v njegovih galskih vojnah (58–50 pr. n. št.) večinoma brez nadzora. Morda je vojno v sosednji Hispaniji videl kot priložnost za vojaško slavo. Leta 27 pr. n. št. je prispel v Tarraco (Tarragona) v vzhodni Hispaniji, vendar je prišel na območje prepozno za boj, preden je nastopila zima. Kar zadeva osebno propagando, so te vojne postale njegova vojna, čeprav je vodil le eno kampanjo. Leta 25 pr. n. št. se je zaradi bolezni umaknil v Tarraco. Kasij Dion je zapisal, da je zbolel zaradi prekomernega napora in tesnobe. González Echegaray postavlja vpletenost Avgusta v politični kontekst njegove naloge določanja in obrambe meja Rimskega cesarstva po rimskih državljanskih vojnah. Po osvojitvi Galije ni bilo več prostora za širitev in obstajala je naloga obrambe pred napadi na meje v Evropi ob zmanjšanju velikosti rimske vojske. V gospodarskem kontekstu je bilo vprašanje nadzora nad bogatim rudnikom zlata v Las Medullas (najbogatejši v cesarstvu) v Asturiji in obilnimi železovimi rudami v Kantabriji. Proti koncu rimskih državljanskih vojn je primanjkovalo zlata in srebra.
Leta 29 pr. n. št. je bil rimski poveljnik Tit Statilij Tavr. Leta 28 in 27 pr. n. št. je bil Sekst Apulej, ki je leta 26 pr. n. št. praznoval triumf. Avgust je začel svojo kampanjo leta 26 pr. n. št., potem ko je vzpostavil svoj tabor v Segisami (današnji Sasamon, v provinci Burgos), prestolnici Turmodigov, ki so morali biti rimski zavezniki. Tri divizije so napadle tri točke. Prva se je borila pod mestnim obzidjem Vellice in sovražnik je pobegnil na goro Vindius. To je odprlo pot proti severu, kar je diviziji omogočilo, da se je pridružila silam, ki so pristale na obali in napadla sovražnika od zadaj. Zaradi razgibanega terena so se Rimljani odločili, da bodo sovražnika izstradali do predaje. Druga divizija se je premaknila proti vzhodu in uničila Aracelium. Tretja divizija se je premaknila proti zahodu v Galicijo. Sovražnik se je zadnjič uprl na gori Medullus v Sierri de Mamed, blizu reke Sil. Obkolili so ga z jarkom, dolgim 15 milj. Kapituliral je pozimi; mnogi so storili samomor. Avgust je prišel iz Tarraca (kamor je odšel zaradi bolezni), da bi osebno sprejel predajo. Leta 25 pr. n. št. se je vojna borila samo proti Asturcem. Rimljane je vodil Publij Karuzij. Kljub porazom prejšnjega leta so Asturci prešli v ofenzivo. Prišli so z zasneženih gora in se utaborili ob reki Astura (ali bolj verjetno Orbigo, enem od njenih pritokov) v ravnini Leóna. Svoje sile so razdelili v tri kolone, da bi napadli tri rimske tabore. Vendar jih je izdalo eno od njihovih plemen, Asturci Brigaecini, ki so obvestili Karuzija. Ta jih je presenetil in jih potisnil v Lancio (blizu Villasabariega, León). Oblegal je mesto, ki se je močno upiralo in ga zavzel. Z zavzetjem drugih trdnjav je bila osvojitev okrožja dokončana. V Rimu so zaprli vrata templja Janusa. To je simboliziralo mir in vojna je veljala za končano. Vendar so Kantabri in Asturci kmalu nadaljevali sovražnosti in vojna se je nadaljevala še šest let. Kljub temu, Avgust si je lahko prilastil slavo zmage.
Poraz Kantabrov in Asturov je pomenil konec odpora proti Rimljanom v Hispaniji. Kljub desetletnim vojnam in silovitemu odporu teh dveh ljudstev se zdi, da v Hispaniji ni bilo drugih uporov, niti s strani sosednjih ljudstev, čeprav je pisnih virov zelo malo. Verjetno se je preostali del polotoka po prejšnjih pacifikacijah precej vključil v rimski upravni sistem in gospodarstvo.
Avgust je celoten polotok priključil Rimskemu cesarstvu. Rimska provinca Hispania Citerior se je znatno razširila in je zajela vzhodni del osrednje Hispanije in severno Hispanijo. Preimenovana je bila v Tarakonska Hispanija. Hispania Ulterior je bila razdeljena na provinci Hispania Baetica (večina sodobne Andaluzije) in Hispania Lusitania, ki je zajemala današnjo Portugalsko do reke Durius (Douro), današnjo avtonomno skupnost Extremadura in majhen del province Salamanca v današnji Španiji.
Po vojnah se je rimska prisotnost v Hispaniji povečala. Rimljani so za vojne razporedili osem legij. Mnogi veterani, ki so imeli pravico do dodelitve zemljišča za kmetovanje ob odpustu, so se naselili v Hispaniji. Ustanovljenih je bilo več rimskih mest: Augusta Emerita (Mérida, Extremadura) leta 25 pr. n. št. (postala je prestolnica province Hispania Lusitania; verjetno jo je ustanovil Publius Carusius); Asturica Augusta (Astorga, provinca Leon) leta 14 pr. n. št. (postala je pomembno upravno središče); Colonia Caesar Augusta ali Caesaraugusta (Zaragoza, Aragonija) leta 14 pr. n. št.; in Lucus Augusti (Lugo, Galicija) leta 13 pr. n. št. (bilo je najpomembnejše rimsko mesto v Gallaeciji). Rimska prisotnost se je verjetno povečala v prvem stoletju pr. n. št., saj je bilo v tem obdobju ustanovljenih več rimskih kolonij: Colonia Clunia Sulpicia (v provinci Burgos, bilo je eno najpomembnejših rimskih mest v severni polovici Hispanije), Cáparra (na severu Extremadure), Complutum (Alcalá de Henares blizu Madrida). Avgust je naročil tudi gradnjo ceste Via Augusta (ki je potekala od Pirenejev vse do Cadiza in je bila dolga 1.500 kilometrov ali 900 milj).